# Angelo Caimo
Angelo Caimo (San Pietro Mosezzo, 14 luglio 1914 – 10 maggio 1998) è stato un calciatore italiano, di ruolo portiere.

## Carriera
Giocò in Serie A con Novara ed Inter.